# Euphausia hemigibba
Euphausia hemigibba är en kräftdjursart som beskrevs av Ortmann 1893. Euphausia hemigibba ingår i släktet Euphausia och familjen lysräkor. Inga underarter finns listade i Catalogue of Life.